# Бутъядинген (община)
Бутъядинген (нем. Butjadingen) — община в Германии, в земле Нижняя Саксония.
Входит в состав района Везермарш. Население составляет 6251 человек (на 31 декабря 2010 года). Занимает площадь 129,02 км².

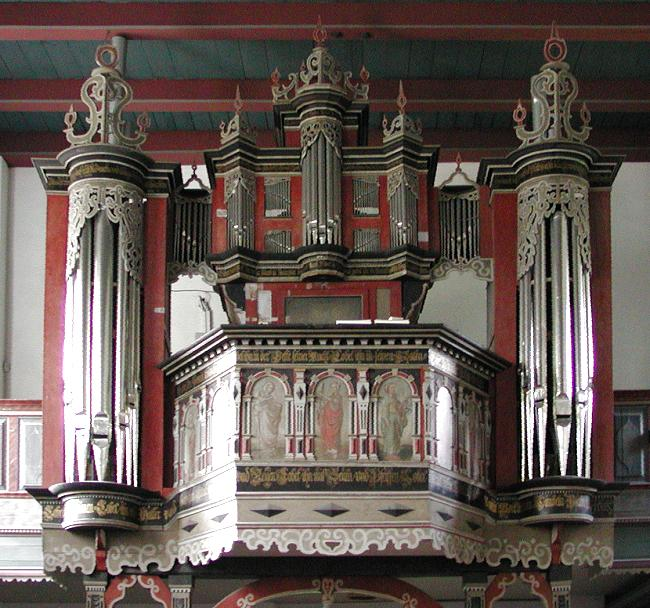
Церковь

| Год  | Население |
| ---- | --------- |
| 1990 | 5799      |
| 1995 | 6305      |
| 2000 | 6551      |
| 2005 | 6615      |
| 2010 | 6283      |